# Lao Brewery Company Ltd
De Lao Brewery Company Limited (LBC) (ບໍລິສັັັດ ເບຍລາວ ຈໍາກັດ Bolisad Beerlao Chamkad) is de enige brouwerij van belang in Laos. Ze is gevestigd in de hoofdstad Vientiane.

## Geschiedenis
De brouwerij is in 1971 als Brasseries et Glacières du Laos opgericht en begon met de bierproductie in 1973. Het was een joint venture van Franse en Laotische investeerders. De producten waren bière Larue (voor de lokale markt) en "33" export voor export naar de andere gebieden in Indochina. De brouwerij had een jaarlijkse capaciteit van 3 miljoen liter.
Nadat de communistische Pathet Lao in 1975 de macht in Laos had overgenomen werd het bedrijf genationaliseerd en kreeg de status van "staatseigen bedrijf", en veranderde de naam in Lao Brewery Company Limited. Het introduceerde het biermerk Bière Lao, dat in 1995 in Beerlao werd gewijzigd, de naam waaronder het bier tot de dag van vandaag verkocht wordt en wel het meest succesvolle product van Laos geworden is. Het merk "33" export werd tot 1990 en Bière Larue tot 1995 geproduceerd. LBC had in 2007 naar eigen zeggen een marktaandeel (aan de nationale biermarkt) van 99%, wat niet alleen aan de hoge kwaliteit van het brouwsel te danken was, maar ten dele ook wel aan de hoge invoerbelastingen op buitenlands bier (40%). Het marktaandeel is nu (2009) zeker lager, omdat intussen buitenlandse concurrenten op de markt gekomen zijn (v.a. Tiger beer). LBC geeft nu geen cijfers meer op de website aan.
In 1986 wisselde Laos van centrale planeconomie naar een (gedeeltelijke) vrijemarkteconomie: het zogenaamde "New Economic Mechanism" (NEM) werd als het "nieuwe" ideaal aangeprezen. Dat maakte een samenwerken met buitenlandse investeerders voor dezen weer aantrekkelijk, en in 1993 kwam het opnieuw tot een joint venture: 49% regering, en 51% buitenlandse investeerders (Loxley (public) Co. Ltd en Italian Thai (public) Co. Ltd). De capaciteit steeg tot 20 miljoen liter per jaar.
In 2002 trokken de buitenlandse partners zich terug en LBC werd weer 100% staatsbedrijf. Daarop verworven  Carlsberg en TCC, Carlsbergs partner in Thailand, elk een aandeel van 25%.
De capaciteit was intussen tot 60 miljoen liter gestegen; ze werd in 2005 tot 85 miljoen liter en in 2007 tot 160 miljoen liter opgevoerd.
Eind 2007 is in Pakse in het zuiden van Laos een tweede brouwerij geopend; de capaciteit hier ligt bij 100 miljoen liter per jaar.
LBC verwerkt inheemse rijst en importeert gerstemout uit België en Frankrijk, hop en gist uit Duitsland. Het machinepark komt uit Europa.

## Producten
De brouwerij produceert intussen vier biersoorten. Naast het traditionele Beerlao Original werd in 2005 een alcoholarm bier Beerlao Light en een donker bier Beerlao Dark op de markt gebracht. In hetzelfde jaar nam LBC ook de productie van lokaal gebrouwen  Carlsberg bier op.
Beerlao wordt naar een tiental landen geëxporteerd (o.a. naar Nederland), maar de hoeveelheden zijn nog maar bescheiden (hoewel gestadig groeiend).
Naast bier produceert LBC drinkwater onder het merk Tiger Head (het embleem van de brouwerij bevat de kop van een tijger).